# オフィス・デポ

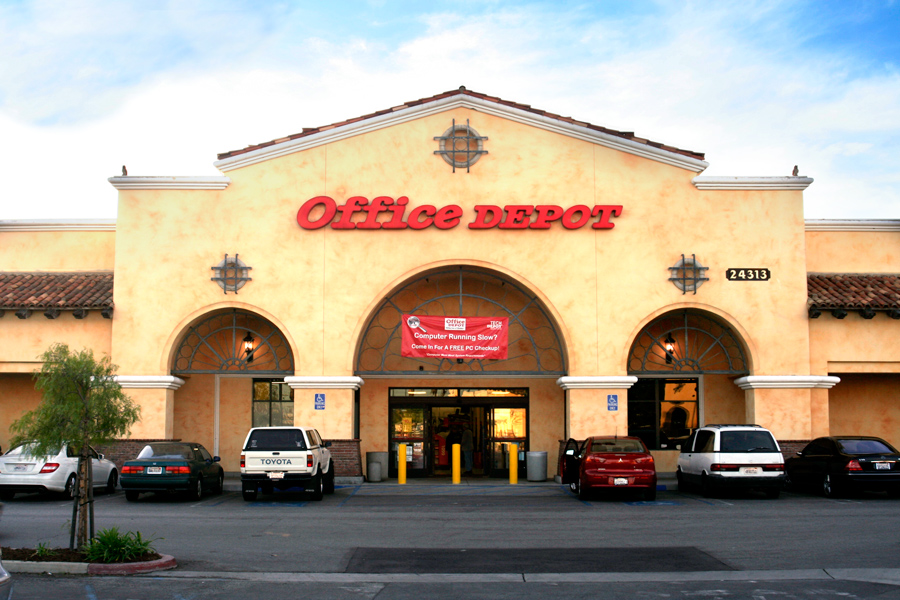
店舗の例（カリフォルニア州トーランス）

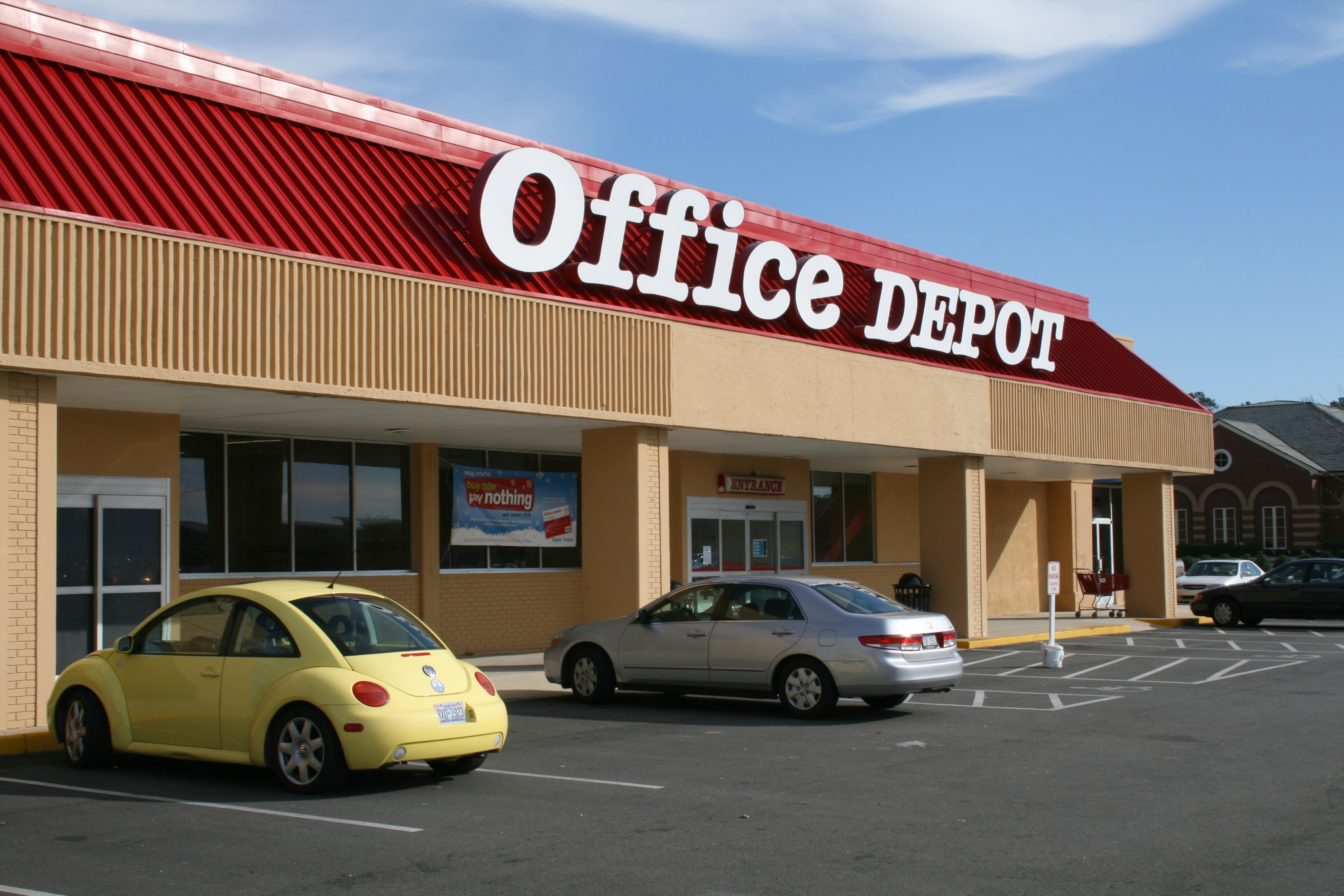
店舗の例（ノースカロライナ州ダーラム

オフィス・デポ（英：Office Depot）は、アメリカ合衆国フロリダ州ボカラトンに本社を置き、世界最大の文具・オフィスに関連する商品全般を取り扱うディスカウントストア・チェーンである。店舗のロゴは"Depot"が大文字で表記されたOffice DEPOT。

## 概要
オフィス・デポは世界60カ国以上に販売網を展開している世界最大の文具・オフィス製品ディスカウントストア・チェーンである。米国内で1,100店舗以上、米国外で400店舗以上を展開している。日本国内に実店舗はない。
取り扱う商品は、文具・OAサプライといったものから菓子などの飲食品、机や椅子といったオフィス家具、電気製品までにわたる。一部の種類の製品には価格がより安いオリジナルブランド製品もある。

## 歴史
- 1986年 - アメリカ合衆国フロリダ州にて設立[2]。
- 1987年 - フロリダ州フォートローダーデールに1号店を開店。
- 1993年 - Wilson Stationary & Printing Company及びEastman Office Products Corporationを合併し、文具請負業（contracting stationer）に進出。
- 1998年 - 文具通販最大手のViking Office Productsを合併し、www.officedepot.comを開設。

## オフィス・デポ・ジャパン
オフィス・デポ・ジャパン株式会社は、日本国内で「オフィス・デポ（Office DEPOT）」の屋号で文具・オフィス家具・OAサプライなどオフィス関連製品全般の通信販売を行う企業である。
米国オフィス・デポ社の日本法人として創業し、同社が100%出資していたが、2010年12月17日、酒類販売のカクヤスが発行済株式100%を取得し完全子会社化した。かつては実店舗での小売販売も行っていたが、2009年12月26日までに全店が閉店し、それ以降は日本国内での店舗営業は行っていない。

### 日本国内での展開
1996年、株式会社ダイイチ（後のデオデオ、現・エディオン）と米国オフィス・デポ社との業務提携により、日本法人オフィス・デポ・ジャパン株式会社が設立され、日本市場に進出した。直営店とフランチャイズ店の実店舗による小売販売と、カタログおよびインターネット上のオンラインサイトによる通信販売の、2チャンネル販売を主力としていた。
取扱商品は、国内大手のナショナルブランド製品の他、輸入品も扱う。また、オリジナルブランド製品も日本法人が独自で企画した日本オリジナルの製品の他、米国をはじめ海外のオフィス・デポ各拠点で企画された海外オリジナル製品も取り扱っている。その他、印鑑や名刺・印刷物の作成などのコピー・プリント・サービスや、国内・海外の宅配便の取次（実店舗のみ）といったビジネスサービスも行っている。
SOHOブームを見越して広島など地方都市に出店していた時期があったが、目論見通りにならず、店舗戦略を見直し、東京都心部のオフィス地区を中心に店舗展開を行った。
2007年には東京都心および横浜市、大阪市、名古屋市に、28店舗を直営で展開していたが、2009年3月23日、日本の店舗事業から撤退することが発表され、国内の店舗は2009年末までに順次閉鎖された。2009年12月26日に、最後の店舗となる五反田店が閉店し、日本国内の店舗事業から完全撤退した。五反田TOCビルにあったこの店舗は日本1号店であった。
実店舗の閉店後は、カタログ販売やインターネットによる「オフィス・デポ ネットショップ」で事業を継続している。
他のオフィス通販会社が法人向けと個人向けでサービスを分けているのに対し、オフィス・デポのネットショップは法人・個人に関わらず登録・購入が可能となっており、クレジットカードでの取り扱いもある。また、オフィス通販業界では珍しく、電話受注を継続している。
米国をはじめ世界中のオフィス・デポで企画されたオリジナル製品（ブランド名：Office DEPOT,Foray, niceday, ativa）を直接輸入することによる価格競争力が強みとなっており、卸売も行っている。
しかし、2021年12月17日残っていた「オフィス・デポ ネットショップ」も18時をもって閉店した。

### 歴史
- 1996年 - 日本法人設立。
- 1997年 - 日本1号店を東京都品川区に開店。
- 2009年 - 店舗事業からの撤退に向け、順次店舗が閉鎖される。12月26日に最後の店舗となる五反田店が閉店し、日本国内の店舗事業から完全撤退する。
- 2010年12月17日 - 酒類販売のカクヤスがオフィス・デポ・ジャパンの発行済株式100%を取得し完全子会社化。
- 2012年6月 - 本社を神奈川県横浜市中区山下町へ移転。
- 2012年11月 - ネットショップを全面リニューアル。
- 2014年4月 - 銀座営業所を開設。
- 2016年1月 - カクヤスの持株会社制移行に伴い、株式会社SKYグループホールディングスの子会社となる[5]。
- 2017年10月 - オフィス・デポ・ジャパン株式会社が、新設会社のオフィス・デポ・ジャパン株式会社（2代）に全事業を分割譲渡[6]。
- 2021年 - 「オフィス・デポ ネットショップ」が12月17日18時をもって閉店した。